# Norbert Joris
Norbert Joris (Borgerhout, 18 juli 1926 - Antwerpen, 24 februari 2021) was een Belgisch ondernemer en bestuurder.

## Levensloop
Joris studeerde af als technisch ingenieur elektromechanica aan het De Nayer Instituut. In 1949 richtte hij op 23-jarige leeftijd ETAP (ElektroTechnische APparaten) op, een bedrijfje  gevestigd op het Antwerpse Eilandje, dat actief was in het herwikkelen van elektrische motoren voor de scheepvaart. Later werden de activiteiten uitgebreid tot verlichting. In 1970 richtte hij ETAP Yachting op, een bedrijf dat zeilschepen produceerde. In 2008 verkocht hij het bedrijf aan het Duitse Dehler, die het korte tijd nadien failliet liet gaan.
In 1992 was Joris ondervoorzitter van het Verbond van Belgische Ondernemingen (VBO), verantwoordelijk voor kmo's. Toen de in de Superclub-affaire in opspraak gekomen Philips België-topman Urbain Devoldere omwille van gezondheidsredenen ontslag had genomen, werd hij aangesteld als voorzitter ad interim om het driejarige voorzittersmandaat af te maken. Zelf werd hij op 22 april 1993 opgevolgd door Georges Jacobs.
Joris had acht kinderen, waaronder Christ'l Joris.